# 坂口瓢蛛
坂口瓢蛛（学名：Paraplectana sakaguchii）为园蛛科瓢蛛属的动物。分布于日本以及中国大陆的湖南、四川、贵州、云南等地。该物种的模式产地在日本。